# Ifigenia entre els taures
Ifigenia entre els taures o Ifigenia a Tàurida (en grec antic, Ιφιγένεια εν Ταύροις) és el títol d’una tragèdia d'Eurípides datada l’any 414 aC.

## Personatges
Els personatges que hi surten són:
- Ifigenia: sacerdotessa assistent del temple d'Àrtemis.
- Orestes: fill d'Agamèmnon i Clitemnestra, enviat a la Fòcida durant el romanç de sa mare amb Egist, cosí i nebot segon d’Agamèmnon.
- Pílades: príncep de la Fòcida, cosí per part de pare i amic íntim d’Orestes.

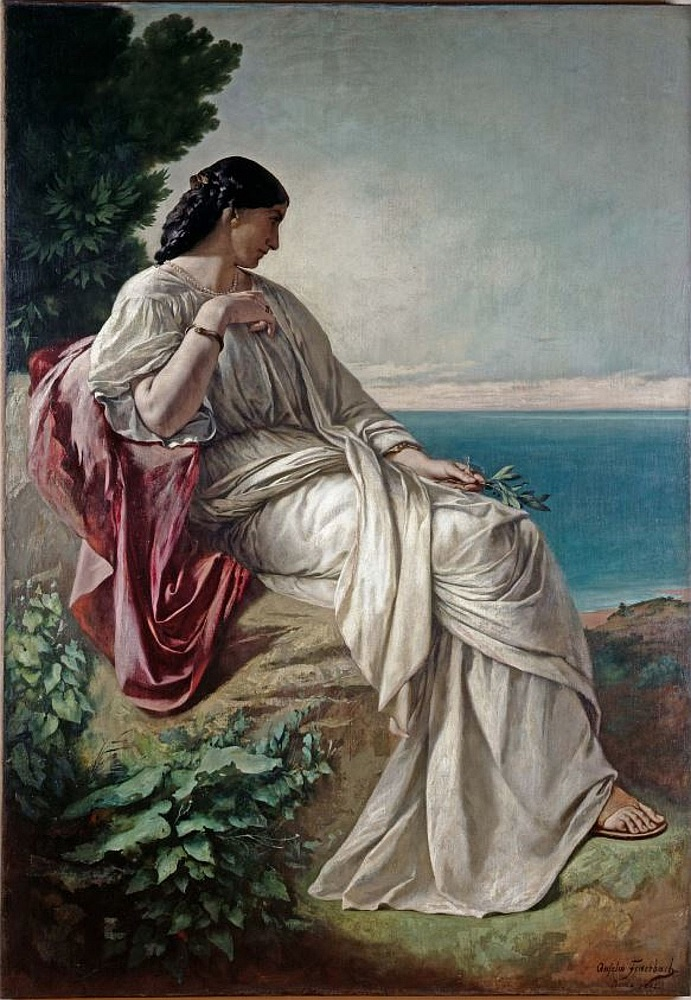
Anselm Feuerbach - Ifigenia (Iphigenie), 1862

- Un bouer.
- Toant: rei dels taures.
- Un missatger.
- Atena.
- Cor de captives gregues.

## Argument

### Context
L’endeví Calcant va dir a Agamèmnon que havia d’oferir la seva filla Ifigenia en sacrifici a Àrtemis si volia vents favorables perquè la flota aquea pogués salpar cap a Àulida amb destinació a Ílion per tal de recuperar Hèlena i venjar el seu rapte.
Àrtemis va impedir el sacrifici en l’últim moment i substituí Ifigenia per un cérvol per a tot seguit traslladar-la al país dels taures, governat per Toant. Allà fou convertida en sacerdotessa del temple d’Àrtemis i la feren encarregada d’iniciar els ritus dels sacrificis dels taures als quals se sotmet qualsevol estranger que arribi a la Tàurica.
El seu germà Orestes va matar sa mare Clitemnestra per a venjar la mort de son pare Agamèmnon a mans d’ella i d’Egist. Orestes fou absolt en judici, però malgrat això és perseguit per les Erínies. Apol·lo li digué que, per tal d’evitar l’encalç, devia fer via cap a la Tàurica i portar l’estàtua d’Àrtemis a l'Hèl·lada.

### Orestes i Pílades arriben a Tàurica
Ifigenia té un somni arran del qual creu que el seu germà Orestes és mort. Però Orestes i el seu cosí Pílades han viatjat cap al país dels taures amb la intenció de robar l’estàtua d’Àrtemis i portar-la a Grècia. Durant el transcurs de la missió, són sorpresos i capturats per un grup de bouers. Els presoners són posats a disposició d’Ifigenia per a ser víctimes d’un sacrifici.

### Retrobament dels germans
Ifigenia demana els noms als presoners, llinatge i procedència. Gràcies a les respostes d’Orestes, Ifigenia s'assabenta que son pare ha estat mort per sa mare, però sense adonar-se que el presoner és el seu germà. Li ofereix el perdó si a canvi torna a Argos a lliurar notícies a la seva família, però Pílades serà sacrificat igualment. Orestes s'hi oposa i es decideix a intercanviar la seva sort per la de Pílades. Aquest jura lliurar les noves a la família d’Ifigenia, però per si de cas aquella enuncia en veu alta el seu missatge, no fos cas que el missatge escrit es perdés. Gràcies a açò, els germans es reconeixen mútuament.

### Ifigenia idea un estratagema
Ifigenia té un pla per a escapar dels taures amb l’estàtua d’Àrtemis. Fa creure al rei Toant que els presoners són impurs per un assassinat que van cometre a l’Hel·lada i que han de ser purificats junt amb l’estàtua amb aigua de mar. El pla és un succés i, després d’una lluita amb els taures, aconsegueixen de fugir en vaixell; però la mar els empeny de nou cap a la costa.
Toant es prepara per a empaitar-los, però aleshores apareix Atena i mana al rei que abandoni la persecució i que deixi anar-se’n les captives gregues. També mana a Orestes que, així que arribi al seu país, aixequi un temple per a l’estàtua d’Àrtemis, De més a més, instaura la norma que, d’ara endavant, qui sigui sotmès a judici guanyarà si hi ha igualtat de vots.

## Traduccions
En català, hi ha la traducció feta per Adrià Piñol Villanueva, de la Fundació Bernat Metge, en una edició conjunta amb l’obra Les troianes, també d’Eurípides.

## Adaptacions en català
Aquesta obra ha inspirat nombroses obres de diversa mena, especialment de teatre, en molts idiomes. En català hi ha, per exemple:

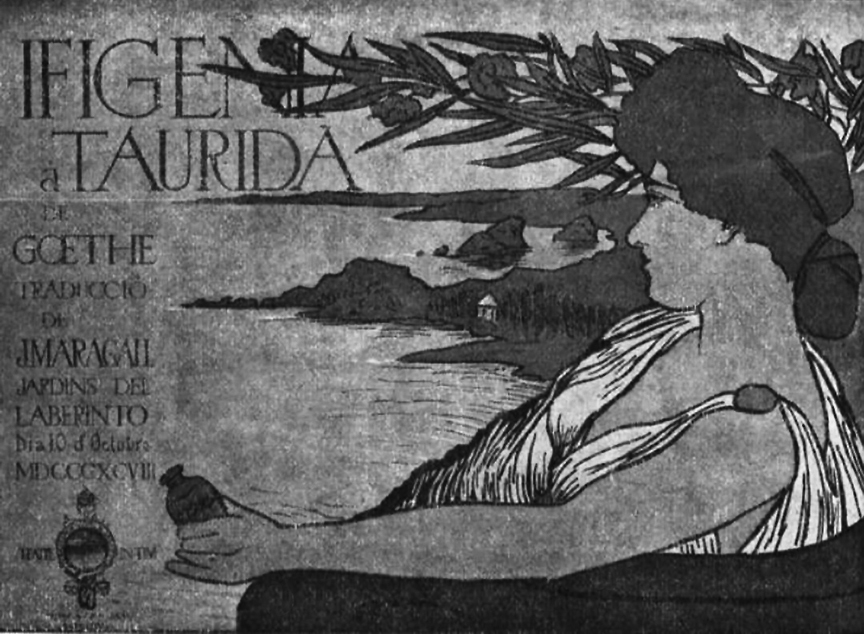
Pòster de l’obra Ifigenia a Tàurida de Goethe - Miquel Utrillo, Barcelona (1898)

- Ifigenia a Tàurida, traducció d'Iphigénie en Tauride de Claude Guimond de la Touche, per Joana de Vigo i Squella. Publicacions de l'Abadia de Montserrat; Institut Menorquí d'Estudis; Edicions UIB, 2019.[5]
- Ifigènia a Tàurida, traducció d'Iphigenie auf Tauris de J. W von Goethe, per Joan Maragall. Comanegra, 2020.[6]